# Volarje
Volarje – wieś w Słowenii, w gminie Tolmin. W 2018 roku liczyła 240 mieszkańców.